# Pharmacie de l'abbaye de Villers
La pharmacie de l'abbaye de Villers est un édifice de style néo-classique en ruines situé à Villers-la-Ville, commune belge du Brabant wallon.
Elle constitue, avec la chapelle Saint-Bernard, la Porte de Namur, la Porte de Bruxelles, la Porte de Nivelles, l'ancien moulin abbatial et la Ferme de l'abbaye de Villers-la-Ville, un des principaux vestiges de l'abbaye de Villers situés en dehors du site des ruines de l'abbaye.
Il ne subsiste de la pharmacie de l'abbaye que des arcades qui, accrochées par des camions, subissent de très lourds dégâts en 2013 et en 2018, mais une reconstruction à l'identique s'est déroulée de 2019 à 2021.

## Localisation
L'ancienne pharmacie se situe à côté des ruines de l'abbaye de Villers, hors de l'enclos actuel de l'abbaye dont elle faisait partie, à quelques dizaines de mètres de la chapelle Saint-Bernard.
Elle occupe l'étage (vidé) des arcades qui enjambent la rue de l'Abbaye (route nationale RN274).

## Classement comme patrimoine exceptionnel
La pharmacie est couverte par l'extension de classement du site formé par les ruines de l'Abbaye de Villers-la-Ville comme patrimoine exceptionnel depuis le 16 septembre 1991.

## Historique

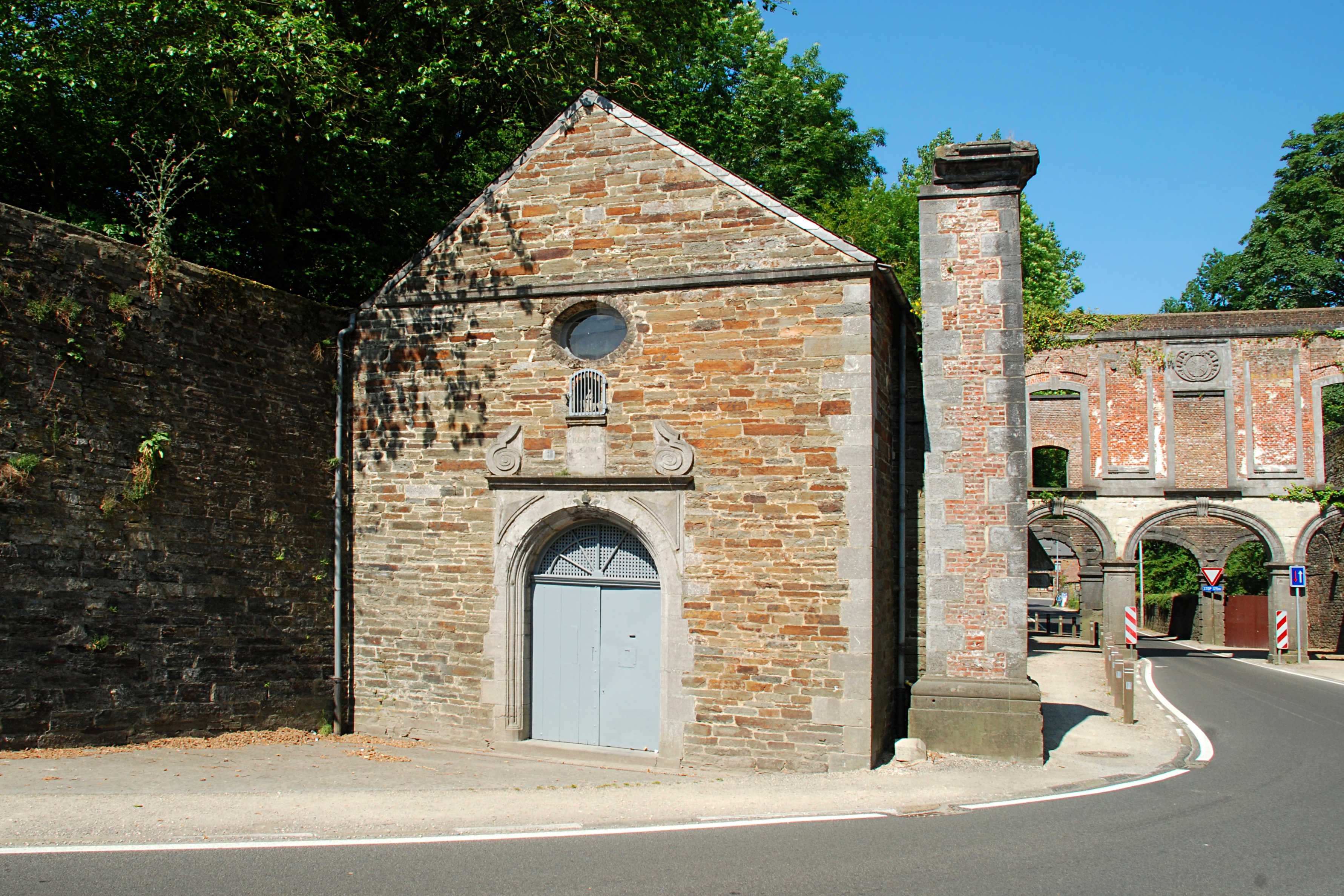
La chapelle Saint-Bernard et la pharmacie en 2011.
On aperçoit à droite les arcades avant les accidents de 2013 et 2018.

### Édification
L'ancienne pharmacie de l'abbaye est un édifice daté de 1784,. Il s'agit du dernier bâtiment construit par les moines avant la Révolution française ; il reliait l'abbaye proprement dite aux prairies, au jardin et au verger situés de l'autre côté de la rue.

### Accident de 1974
En 1974, la façade occidentale de la pharmacie est heurtée par un véhicule : des pierres sont remplacées et la façade est remontée.

### Accident de 2013
Le 22 octobre 2013, les deux façades, qui surplombaient la voirie depuis la fin du XVIIIe siècle, sont sévèrement endommagées par un camion .
Les arcades et les façades s'étant partiellement effondrées le lendemain de l'accident, elles sont démontées en novembre 2013 et il est procédé au numérotage des pierres taillées dans le but éventuel de reconstituer les deux arches mais aucune décision définitive n'a cependant été prise par l'Institut du patrimoine wallon (IPW) quant à cette reconstruction à l'identique.
Les briques ne seront pas conservées ; les pierres de taille qui ne sont pas trop abîmées pourront être réutilisées mais certaines pierres devront être remplacées.
Des trois arcades, il ne reste plus après l'accident de 2013 que l'arcade nord.

### Accident de 2018
Le 29 octobre 2018, un camion-grue accroche le pilastre nord-ouest qui devait être un des piliers pour la rénovation des dégradations de 2013. Le morceau de mur qui subsistait de l'arcade occidentale penche et doit être abattu.
Les responsables de l'Agence wallonne pour le patrimoine (AWaP) imaginent en un premier temps de soulever en un bloc le pan de mur déstabilisé
au moyen d'une énorme grue pour le déposer en douceur à l'intérieur de l'enceinte de l'abbaye mais la grue amenée sur place ne réussit pas l'opération,,.
Ils envisagent ensuite de découper le mur en morceaux plus maniables, mais ils doivent renoncer à cette solution également car elle présente trop de risques d'abîmer les pierres destinées à la reconstruction à l'identique,.
Finalement, le 1er novembre, ils font basculer le pan de mur déstabilisé, dont le poids est estimé à 20 tonnes, sur un matelas de 450 mètres cubes de terre non damée, ce qui permet de limiter les dégâts pour les pierres bleues à conserver,,,.
Les pierres récupérées vont être marquées et conservées en vue d'une reconstruction des arcades à l'identique prévue à partir d'août 2019, après le passage du Tour de France,,.

## Architecture

### Les arcades avant l'accident de 2013

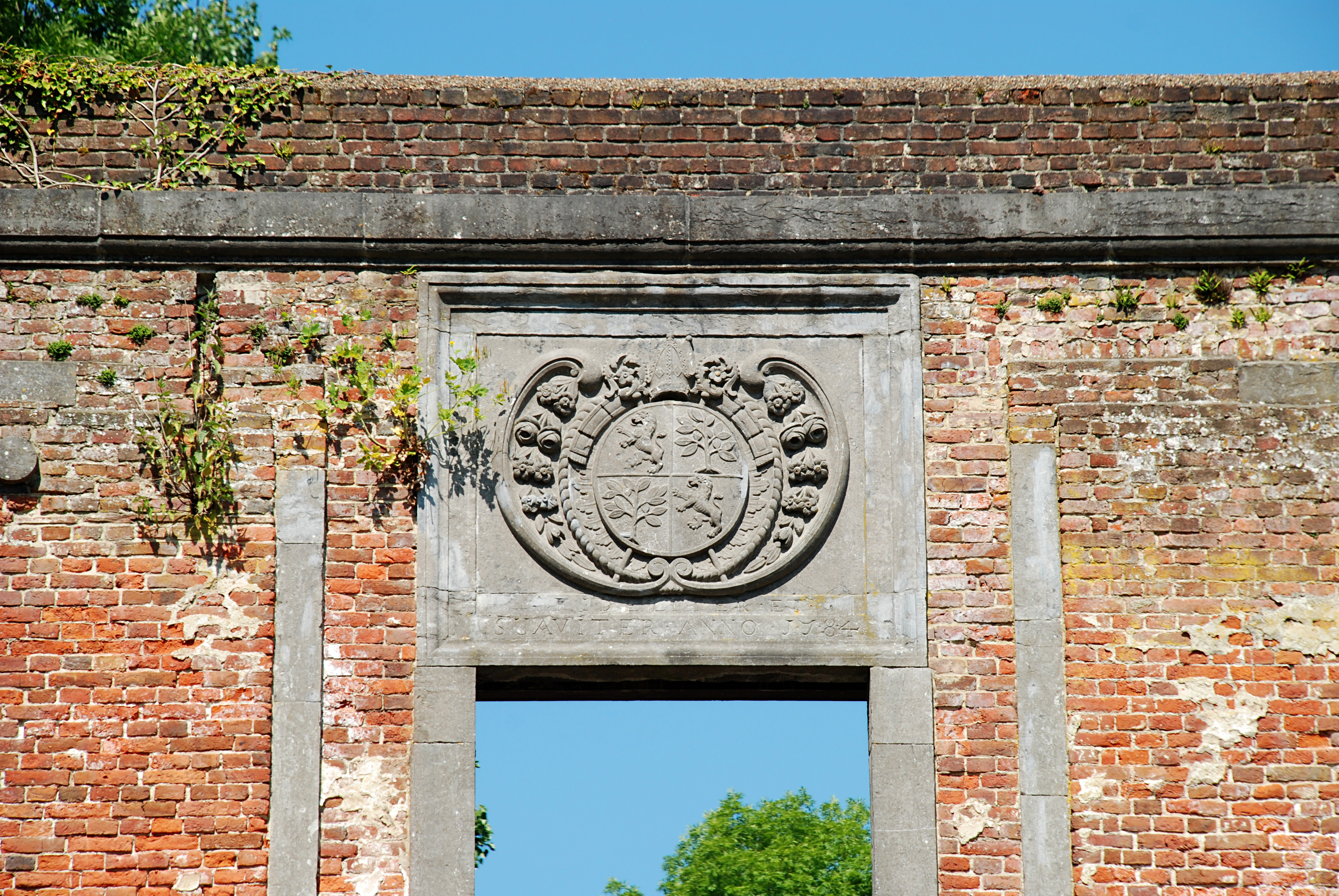
La dalle armoriée (en 2011).

Avant l'effondrement de 2013, l'édifice présentait l'aspect d'un bâtiment en ruines dont l'étage vidé reposait sur deux séries de trois arcades.
Les arcades, à encadrement de pierre bleue mouluré et clé d'arc décorée de griffes, reposaient sur des piliers rectangulaires ornés chacun de panneaux et d'une imposte en forte saillie. L'arc central était un arc en anse de panier tandis que les deux arcs latéraux étaient des arcs en plein cintre.
Ces arcades, aux écoinçons de pierre blanche, supportaient un étage de briques rouges percé de fenêtres à encadrement de pierre bleue alternant avec des panneaux de briques agrémentés à leur base d'un motif de gouttes (petits pendentifs typiques de l'architecture néo-classique).
Les deux fenêtres latérales étaient surmontées d'un linteau bombé à clé saillante tandis que celle du centre supportait une dalle armoriée portant le blason et la devise « Fideliter et Suaviter » (Fidélité et clémence) de Léonard Pirmez,, 66e et antépénultième abbé de l'abbaye en 1783-1784, accompagnés du millésime « Anno 1784 ».
L'espace compris entre les deux arcades est bordé au nord d'un mur en moellons de schiste présentant des traces d'arcs de décharge et d'impostes ainsi qu'une haute fenêtre dont il ne reste que l'encadrement en pierre bleue terminé par un arc en anse de panier.

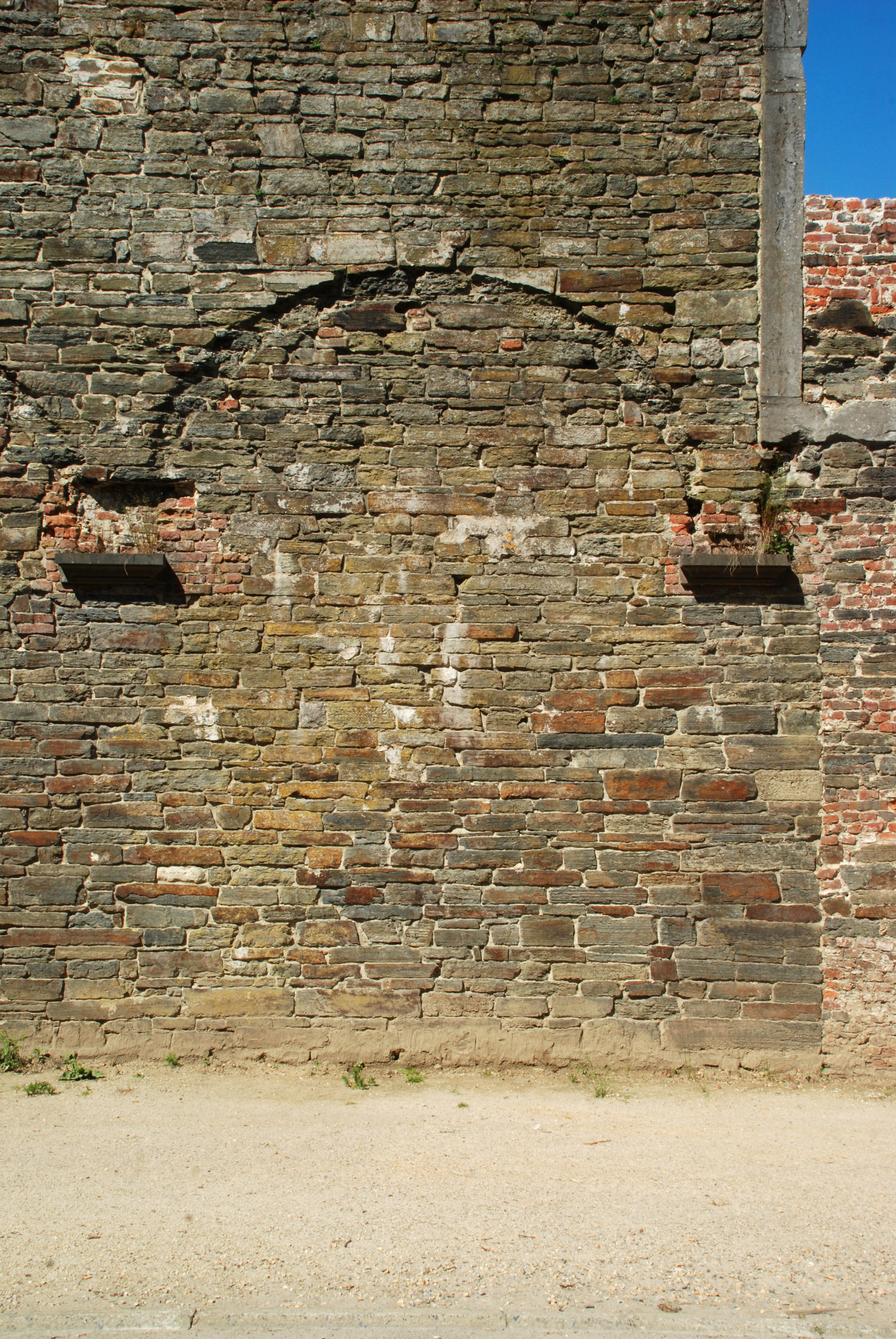
Vestiges du plafond voûté du rez.
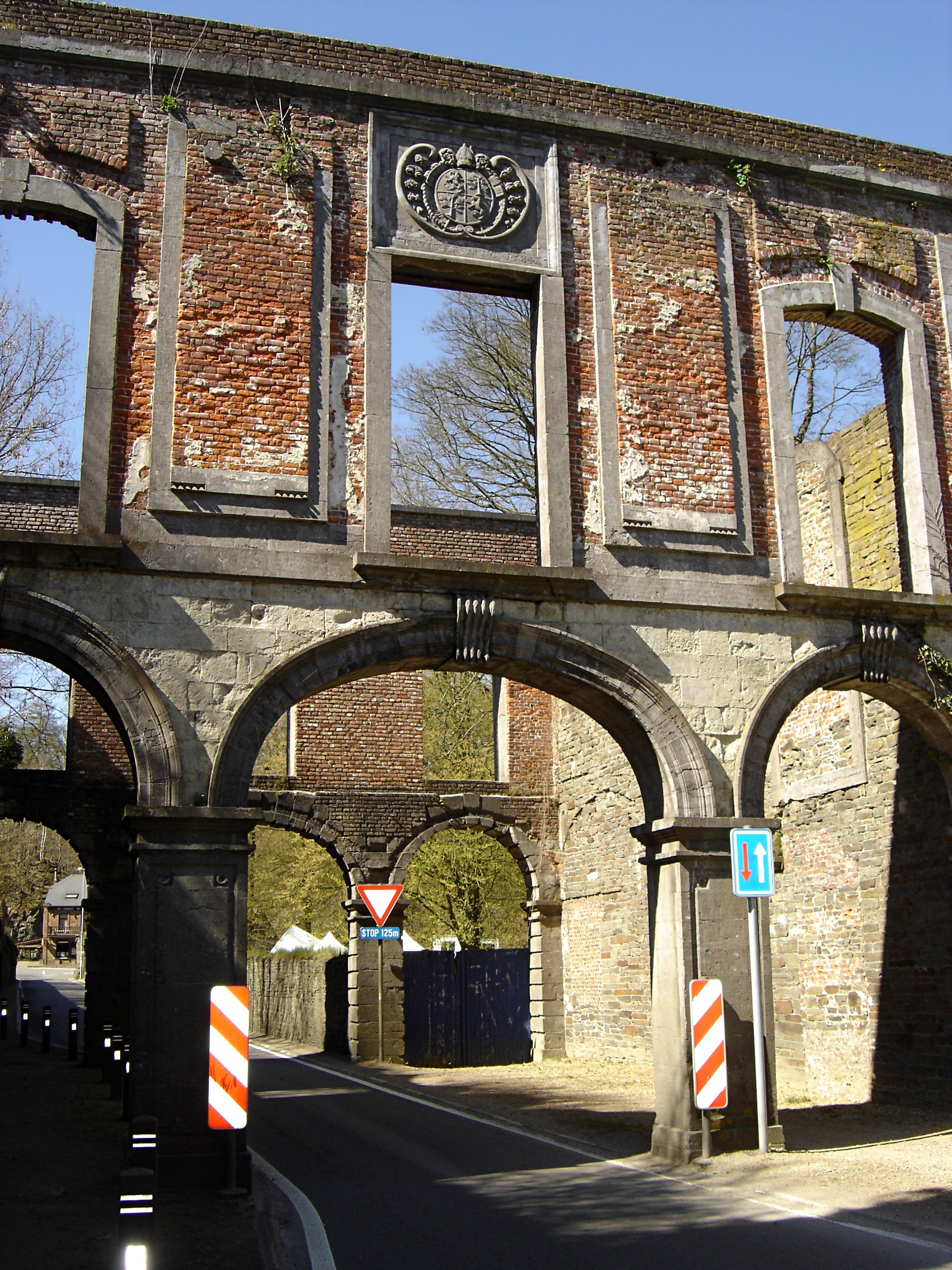
Les arcades (en 2007).
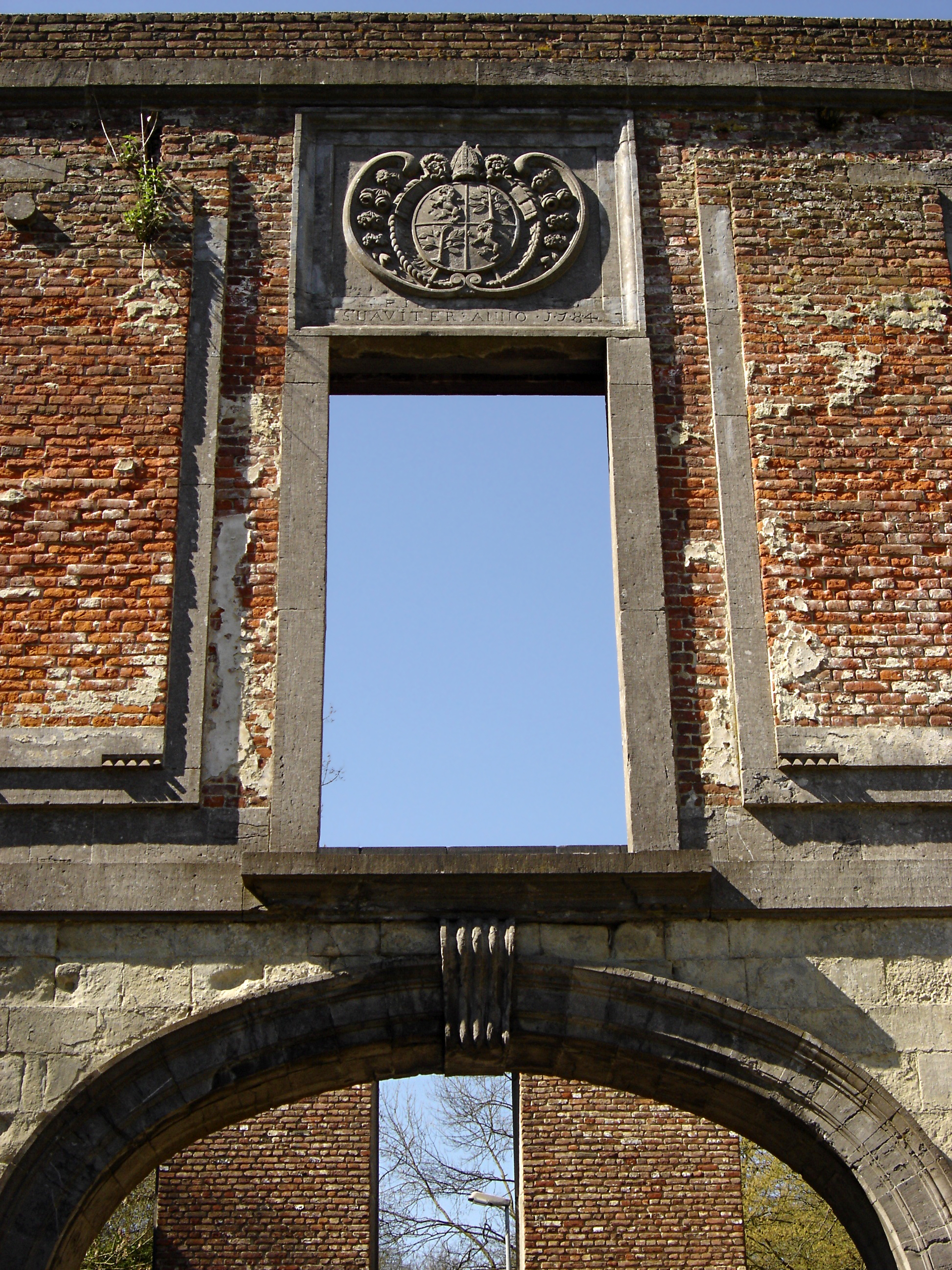
La fenêtre centrale (en 2007).
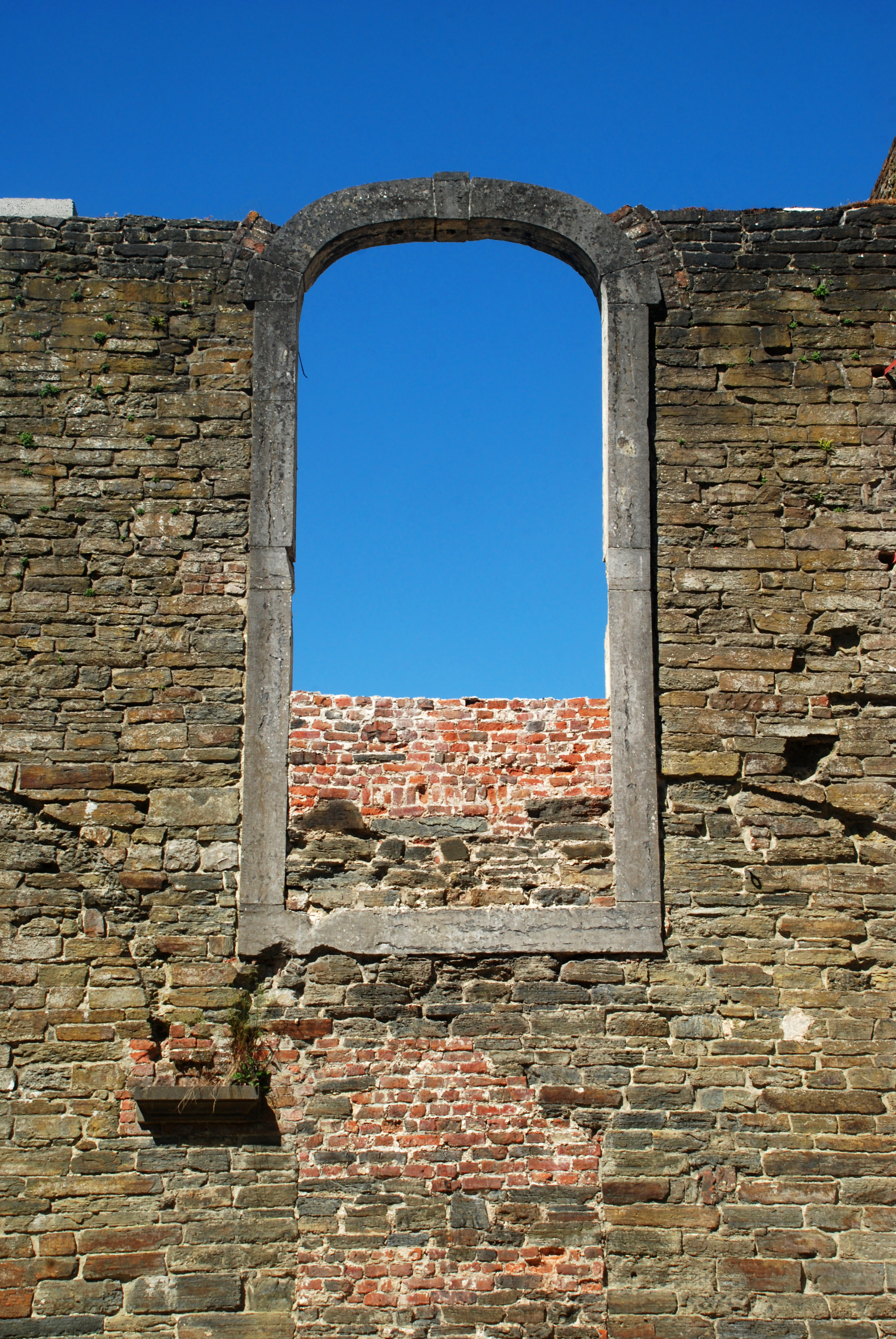
Fenêtre intérieure.

### Les arcades après l'accident de 2013
Depuis l'accident d'octobre 2013 et le démontage de novembre 2013, chacune des deux séries d'arcades se réduit à son arc septentrional, fortement étançonné. Les éléments des deux autres arcades démontées ainsi que la dalle armoriée sont en attente de reconstruction.

L'état des arcades après l'accident de 2013
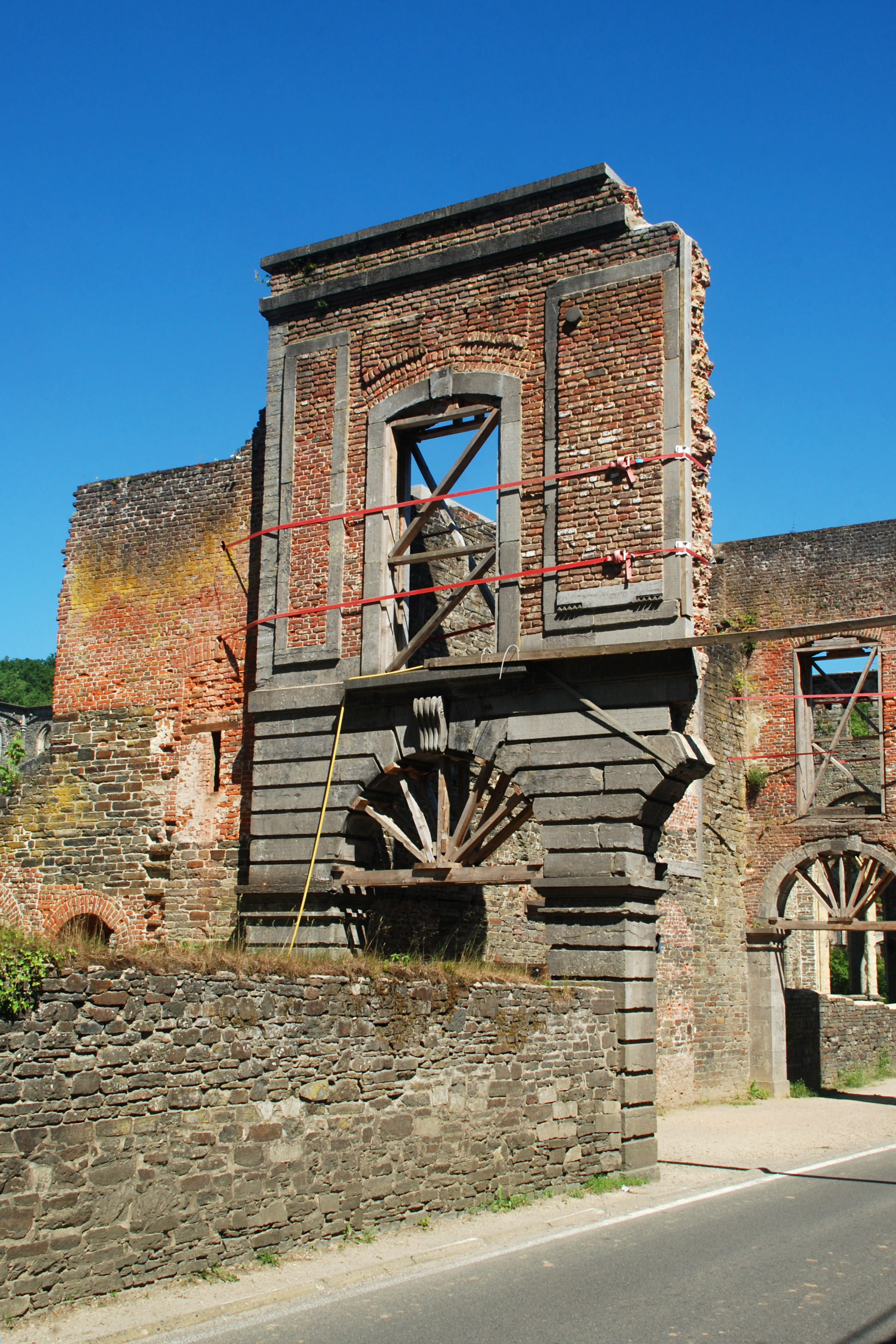
L'arcade nord-ouest en 2015 (qui sera ensuite victime de l'accident de 2018).
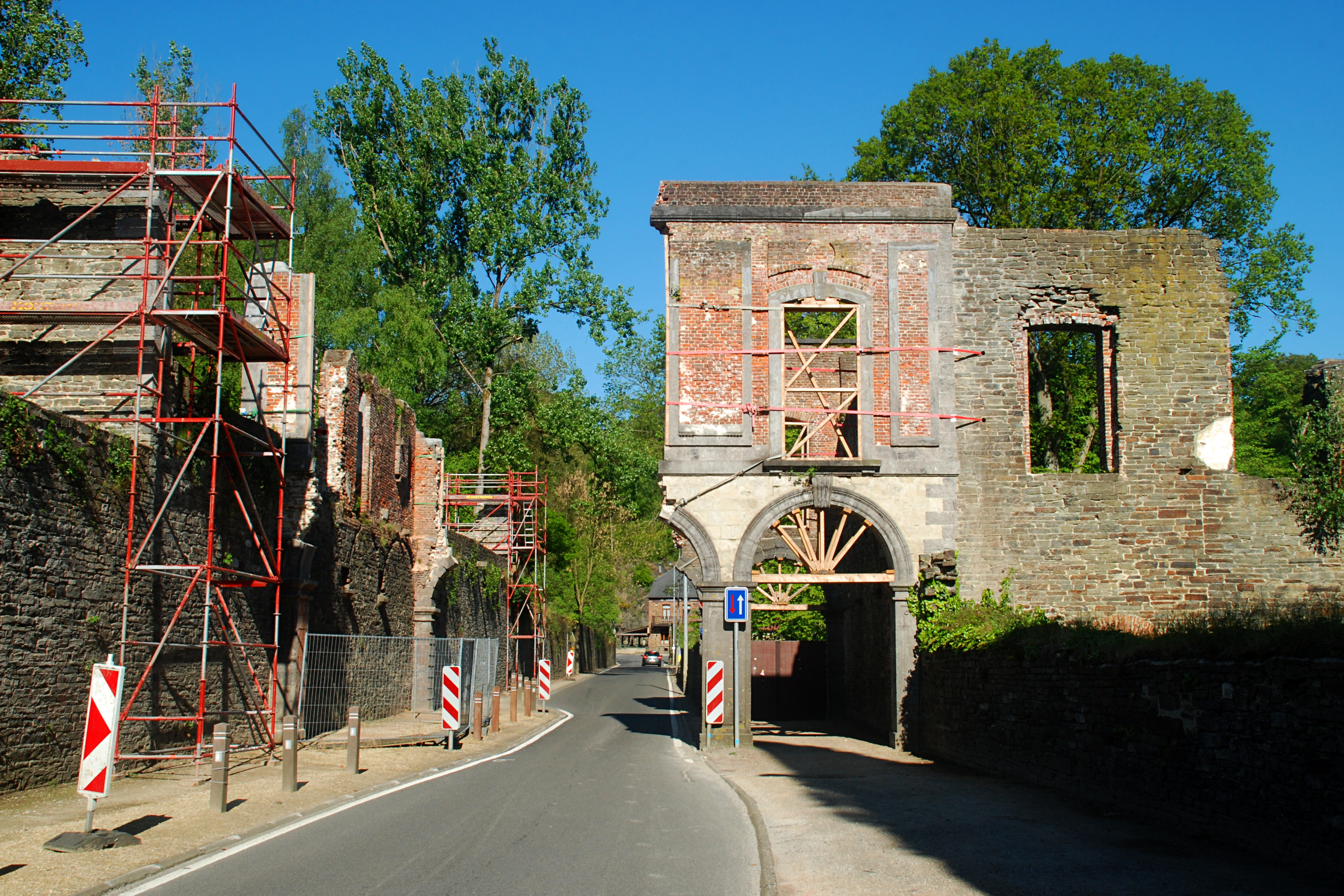
Les arcades vues de l'est en 2014. L'arcade méridionale et l'arcade centrale ont disparu : seule subsiste l'arcade septentrionale.
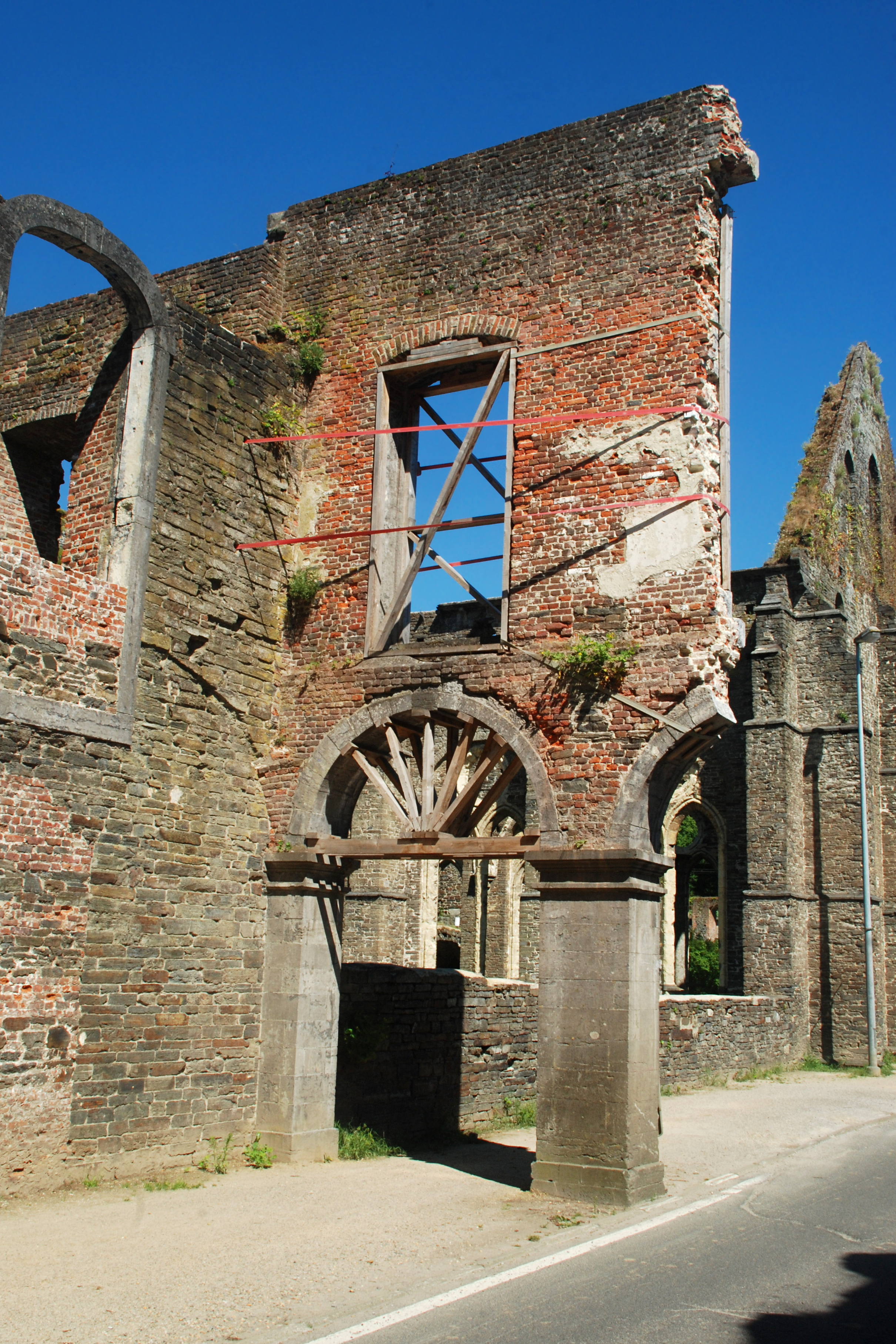
La face interne de l'arcade nord-est en 2015.

### La passerelle construite en 2015
En 2014, des travaux ont lieu afin d'aménager un « Centre du visiteur » destiné à accueillir les visiteurs de ruines de l'abbaye dans l'aile sud de l'ancien Moulin abbatial de Villers-la-Ville. 
Ces travaux, cofinancés par la région Wallonne et le Fonds Européen de Développement Régional (FEDER), vont de pair avec un aménagement paysager des abords en vue de leur valorisation touristique. Depuis ce Centre, une première passerelle conduit depuis 2015 les visiteurs sur la colline située derrière la chapelle Saint-Bernard d'où ils ont une vue globale sur l'abbaye, avant de rejoindre celle-ci par une autre passerelle située au niveau des arcades de l'ancienne pharmacie
Cette seconde passerelle est posée en juin 2015 : réalisée en bois, elle passe à travers la fenêtre en anse de panier mentionnée plus haut, qui était jadis murée (comme on peut le voir sur une des photos de 2007 plus haut) et a été dégagée pour permettre le passage de la passerelle.

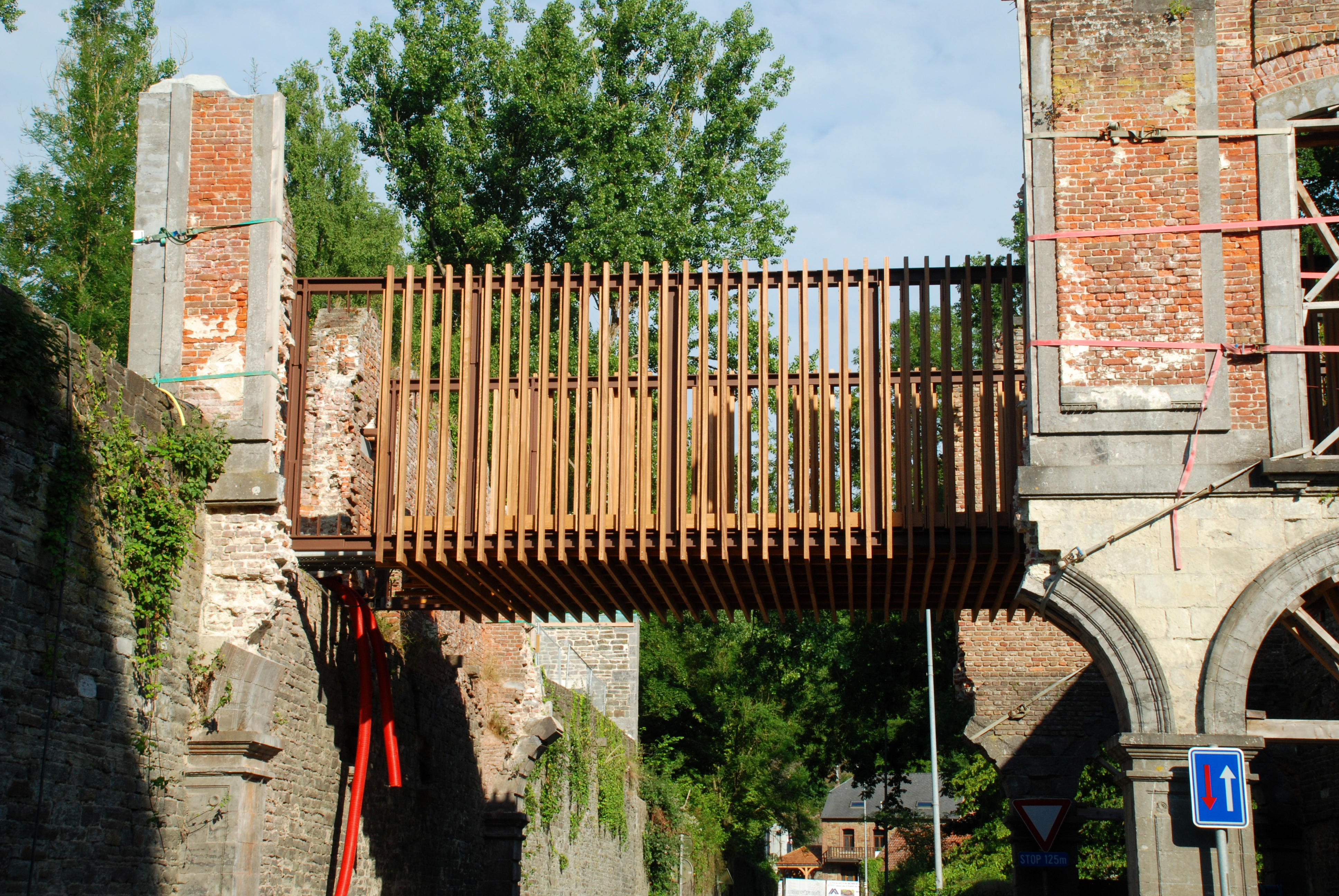
La passerelle lors de sa pose en juin 2015.